# Cuterebra obscuriventris
Cuterebra obscuriventris är en tvåvingeart som beskrevs av Curtis W. Sabrosky 1986. Cuterebra obscuriventris ingår i släktet Cuterebra och familjen styngflugor.
Artens utbredningsområde är Kalifornien. Inga underarter finns listade i Catalogue of Life.